# Legionella massiliensis
Espèce
Legionella massiliensis est une espèce de bactéries gram-négatives de la famille des Legionellaceae.

## Taxonomie
Le nom correct complet (avec auteur) de ce taxon est Legionella massiliensis Campocasso et al. 2012.

### Étymologie
L'étymologie du nom de cette espèce est la suivante : mas.si.li.en’sis. L. masc./fem. adj. massiliensis, appartient à Massilia, l'ancien nom romain de Marseille (France) où la souche type a été isolée.